# Bundesallee (Wuppertal)

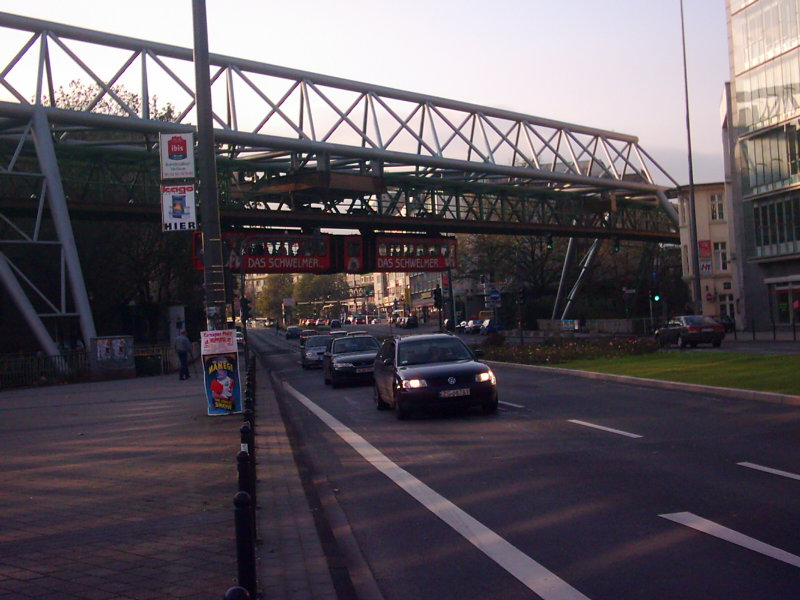
Die Bundesallee, im Hintergrund der Döppersberg

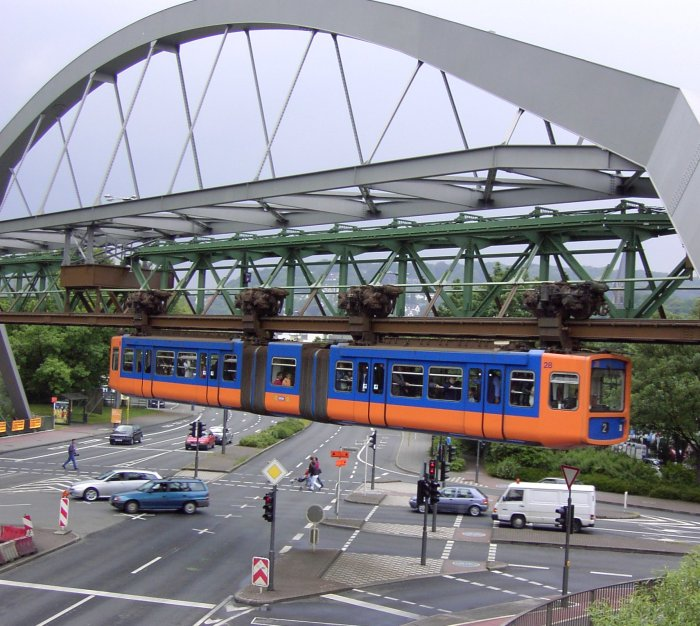
Die Schwebebahn überquert hier wieder die Bundesallee an der Ohligsmühle

Die Bundesallee ist eine innerstädtische Hauptverkehrsstraße in Wuppertal und ein rund 1,8 Kilometer langes Teilstück der Bundesstraße 7 (B 7). Sie wurde am 10. Februar 1954 nach der neu gegründeten Bundesrepublik Deutschland benannt. Die Straße wird im vorderen Teilstück von rund 34.300 und am mittleren Teilstück von rund 36.500 Fahrzeugen pro Tag befahren.

## Topographie
Die Straße beginnt vom Robert-Daum-Platz kommend als Fortführung der Friedrich-Ebert-Straße im Stadtteil Elberfeld. Sie führt als West-Ost-Achse parallel zur Wupper nach Osten, führt über den Verkehrsknotenpunkt Döppersberg und geht nahe der Stadtteilgrenze zu Barmen in die Straße Friedrich-Engels-Allee über.
Die Allee beginnt als achtspurige, breit ausgebaute Straße am Robert-Daum-Platz. Die ehemalige Trasse der Straßenbahn wird als breiter Mittelstreifen mit Grünbepflanzung genutzt. Im weiteren Verlauf verändert sich die Zahl der Fahrspuren, aufgrund beginnender und endender Busspuren, durchschnittlich auf sechs Spuren.
An der Straße stehen zahlreiche Verwaltungs- und Bürogebäude, eine Allee, im klassischen Sinn mit Bäumen, war die Bundesallee allerdings nie.

## Geschichte
Nach dem Zweiten Weltkrieg, in dem weite Teile Wuppertals zerstört waren, wurde die gesamte Talachse neu gestaltet. Der Bereich der Bundesallee wurde am stärksten verändert und dem wachsenden Verkehrsaufkommen in den 1950er Jahren mit einem vierspurigen Ausbau angepasst. Der Verlauf dieser Hauptstraße existierte vor dem Krieg noch nicht, wurde aber bereits im Zweiten Weltkrieg geplant.
Die Benennung der Straße am 10. Februar 1954 erfolgte zunächst für das Teilstück zwischen Brausenwerth und Kluser Brücke. Am 22. November wurde sie auf den gesamten heutigen Verlauf erweitert. Der Antrag der CDU-Fraktion im Stadtrat im April 1967, das Teilstück zwischen Robert-Daum-Platz und Döppersberg in Adenauer-Allee umzubenennen, wurde abgelehnt.

## Bauwerke an der Straße
Zahlreiche Bauwerke und Einrichtungen befinden sich an dieser Straße, fünf davon sind in der Baudenkmal-Liste der Stadt Wuppertal eingetragen.
- Das ehemalige Gymnasium Aue, nun Katholische Hauptschule Aue
- Die Bergische Industrie- und Handelskammer Wuppertal-Solingen-Remscheid
- Die Stadtsparkasse Wuppertal
- Das Köbo-Haus an der Schwebebahnstation Hauptbahnhof
- Die Kaufmännischen Schulen West
- Ein Kino der Cinemaxx-Gruppe
- Das Schauspielhaus
- Der Sopp’sche Pavillon